# Ridderronde Maastricht (vrouwen)
De Ridderronde Maastricht is een wielerwedstrijd voor vrouwen die als criterium jaarlijks plaatsvindt in Maastricht. De wedstrijd is maar liefst zesmaal gewonnen door Marianne Vos, geen andere renster wist de wedstrijd tweemaal op haar naam te schrijven.

## Achtergrond
De wedstrijd voor mannen bestaat sinds 1985 en deze wedstrijd voor de vrouwen is toegevoegd aan de kalender per 2008. Sinds dat de editie voor mannen is verplaatst op de kalender, tot en met 2019 was de wedstrijd nog een Tourcriterium, vindt ook de wedstrijd voor vrouwen plaats na de Ronde van Italië voor mannen.

### Vernieuwde opzet
In 2025 vond een volgende grote verandering plaats op de agenda. Voor zowel vrouwen als mannen werd het criterium in de vorm van een omnium verreden. Dit omnium bestond uit drie onderdelen; een tijdrit, puntenkoers en criterium. Voor de tijdrit moeten de rensters één ronde afleggen, de puntenkoers bestaat uit acht rondes en het criterium uit veertien. Het parcours door het centrum van Maastricht was bij de eerste editie 1,8 kilometer lang.

## Lijst van winnaars

### Meervoudige winnaressen
| Overwinningen | Renner       | Land      | Jaren                              |
| ------------- | ------------ | --------- | ---------------------------------- |
| 6             | Marianne Vos | Nederland | 2009, 2010, 2011, 2013, 2014, 2018 |

### Overwinningen per land
| Overwinningen | Land                                |
| ------------- | ----------------------------------- |
| 12            | Nederland                           |
| 1             | Australië, België, Verenigde Staten |